# Conophis vittatus
Conophis vittatus är en ormart som beskrevs av Peters 1860. Conophis vittatus ingår i släktet Conophis och familjen snokar.
Arten förekommer i västra och sydvästra Mexiko vid Stilla havet och i angränsande områden av Guatemala. Vid Mexiko City finns även populationer längre bort från havet. Denna orm lever i låglandet och i bergstrakter upp till 1000 meter över havet. Conophis vittatus kan anpassa sig till olika habitat som torra och fuktiga skogar, gräsmarker, jordbruksmark, mangrove och människans samhällen.
För beståndet är inga hot kända och det anses vara stabilt. IUCN kategoriserar arten globalt som livskraftig.

## Underarter
Arten delas in i följande underarter:
- C. v. vittatus
- C. v. viduus